# Racing Maniacs
Racing Maniacs is een videospel voor de platforms Commodore Amiga. Het spel werd uitgebracht in 1993. 